# قسم تقنية المعلومات كلية الخرطوم التطبيقية
أنشئ قسم تقنية المعلومات بكلية الخرطوم التطبيقية عام 2011، يعتبر قسم تقانة المعلومات هو امتداد للتطور الذي تشهده كلية الخرطوم التطبيقية ليصبح في فترة وجيزة إضافة حقيقة للكلية ولمجال تقنية المعلومات في السودان.
يستقطب القسم ابرز الكفاءات والكوادر المؤهلة من ذوي الدرجات العلمية الرفيعة في مجال تقانة المعلومات لتدريس المواد المقررة نظريا وعمليا وفقا لأحدث المعامل والأجهزة والتقنيات.

## رئيس القسم
د. طارق عبد الكريم عبد الفضيل

## أعضاء هيئة تدريس القسم
1. د.طارق عبد الكريم عبد الفضيل
2. أ. احمد فتح العليم عبيد الله محجوب
3. أ.رباب عثمان محمد سعيد
4. أ.محمود عثمان أحمد
5. أ.عمار محمد علي عبد الرحمن
6. أ.محمد الخير
7. أ.نجلاء عبد الله

## أهداف القسم
- إعداد الكوادر المؤهلة علمياً ومهنياً في المجال .
- تنمية قدرات الابتكار والتجديد والإبداع .
- تحديد وتلبية احتياجات جميع القطاعات لتقنية المعلومات .
- عكس احتياجات المجتمع ( الرسالة الاجتماعية ) في البرنامج .
- تكامل تقنية الحاسوب مع احتياجات المؤسسات وبنيتها التحتية .
- القدرة على سد النقص في سوق العمل .

## وصلات خارجية
الموقع الرسمي لكلية الخرطوم التطبيقة - قسم تقانة المعلومات